# Rezervația Pietrosul Mare al Rodnei
Rezervația Pietrosul Mare al Rodnei este un film românesc din 1986 regizat de Ervin Szekler.